# Смичка (Ібресинський район)
Сми́чка (рос. Смычка, чув. Смычка) — селище у складі Ібресинського району Чувашії, Росія. Входить до складу Малокармалинського сільського поселення.
Населення — 163 особи (2010; 143 у 2002).
Національний склад:
- чуваші — 98 %